# Kendall Schmidt
Kendall Francis Schmidt (Wichita (Kansas), 2 november 1990) is een Amerikaans acteur, zanger en danser. Hij is met name bekend vanwege zijn rol als Kendall Knight in de televisieserie Big Time Rush. Schmidt is tevens lid van de gelijknamige boyband, samen met James Maslow, Carlos Pena, Jr. en Logan Henderson. Daarnaast vormde hij met muzikant Dustin Belt het indiepop-duo Heffron Drive Voor zijn optreden in de televisieserie speelde hij onder meer gastrollen in Frasier en ER. 

## Vroeger
Kendall Francis Schmidt werd geboren in Wichita, Kansas. Hij is de jongste van drie broers. Schmidt begon met zingen op 5-jarige leeftijd.

## Filmografie
2001
- Robertson's Greatest Hits (televisiefilm)
- Raising Dad
- Gilmore Girls

2002
- Frasier

2003
- ER

2004
- CSI: Miami

2008
- Ghost Whisperer
- Poor Paul

2009
- The Alyson Stoner Project
- Without a Trace
- Big Time Rush

2011
- New Moma

2012
- Big Time Movie
- How To Rock
- Figure It Out

2013
- Marvin Marvin